# Idobrium femoratum
Idobrium femoratum là một loài bọ cánh cứng trong họ Cerambycidae.